# フレドリック・ブレンナン
フレドリック・ブレンナン（英語: Fredrick Brennan、1994年2月 - ）は、アメリカ合衆国のソフトウェア開発者兼書体デザイナー。別名Hotwheels（蔑称）。Brennanは主に「ブレナン」と片仮名表記される姓で、フレデリック・ブレナン、フレドリック・ブレナンの表記を用いる日本語メディアもあるが、本人は自ら「ブレンナン」の日本語表記を用い、日本語で署名する場合はファーストネームの短縮形と合わせて、フレッド・ブレンナンとしている。先天性疾患の骨形成不全症である。
2013年に匿名画像掲示板・8chanを設立し、この掲示板サイトは2019年まで運営されていた。2014年に4chanでゲーマーゲート集団嫌がらせ事件が禁じられ、その避難所として8chanの人気が急上昇した後、ブレンナンはフィリピンに移り、ジム・ワトキンスの元で働くことになった。ブレンナンは、2016年に8chanとの関係を、2018年にワトキンスとの関係を断絶した。それ以降、ブレンナンは8chanとワトキンスを辛辣に批判しており、8chanを閉鎖するために積極的に戦った。ブレンナンはまた、8chanにおける「Q」という匿名の人物の投稿を中心とするQアノンの陰謀論についても辛辣に批判しており、Qの背景にいる可能性のある人物について調査を行っている。

## メディア出演
- Q: Into the Storm（2021年3月21日 - 4月4日、HBO）
- アンチソーシャル・ネットワーク: 現実と妄想が交錯する世界（2024年4月5日、Netflix）